# Angela Rasmussen
Angela Rasmussen es una viróloga estadounidense. Se desempeña como investigadora asociada del Centro de Infección e Inmunidad en la Escuela de Salud Pública de la Universidad de Columbia.

## Primeros años y formación
Rasmussen recibió su bachiller universitario en ciencias biológicas en el Smith College en el 2000. Luego asistió a la Universidad de Columbia, donde obtuvo su maestría en 2006 y su doctorado en 2009, en el área de microbiología. En dicha institución trabajó en el laboratorio de Vincent Racaniello, donde diseñó un modelo para ratas de la infección por Rhinovirus con el fin de comprender mejor la patogénesis de las enfermedades ocasionadas por tal virus, como el resfriado común.
Luego de su tesis doctoral (Development of a mouse model of rhinovirus infection) , Rasmussen comenzó a trabajar en el laboratorio de Michael Katze como investigadora posdoctoral; allí estudió los factores que contribuyen a la replicación y a la patogénesis de los virus de ARN, como el de la hepatitis C, el dengue y el ébola.

## Investigación
En 2016, Rasmussen se unió a la Escuela de Salud Pública de la Universidad de Columbia, donde comenzó a trabajar como investigadora científica asociada. Allí combina las técnicas clásicas de la virología con la biología de sistemas para comprender cómo los hospedadores responden a enfermedades infecciosas, tales como el síndrome respiratorio agudo grave (SRAG o SARS) o el ébola, con el propósito de identificar características que lleven al tratamiento, la cura o la prevención de dichas patologías.

### Virus del ébola
Durante su formación en la Universidad de Washington, estudió la respuesta de los ratones a la enfermedad producida por el  virus del ébola. El modelo tradicional de ratones, que se deriva de un contexto genético uniforme, muere luego de los síntomas clásicos de la enfermedad; lo cual hace que sea complicado estudiar la patogénesis del virus. A causa de esto, Rasmussen y su equipo aprovecharon la ventaja de trabajar con un conjunto de ratones genéticamente diversos —lo que se conoce como collaborative cross o colaboración cruzada—. Cuando se inoculaba el virus a este grupo, se observaban resultados variados en cuanto al desarrollo de la enfermedad, que iban desde una resistencia total al virus hasta una fiebre hemorrágica grave. Por eso concluyeron que la información genética de los ratones cumple un papel importante en su susceptibilidad al virus. Al descubrir qué genes afectan el curso de la patología, se puede determinar cuáles hacen que el ser humano sea más vulnerable a la enfermedad y por qué, mientras que algunos mueren, otros sobreviven.
Rasmussen continuó este estudio sobre la susceptibilidad genética al ébola con su sistema de ratones de genomas variados junto a su equipo de investigadores en la Universidad de Columbia. Allí se descubrió una particularidad genética que podría predecir la gravedad de la infección por el virus. Ella y sus colaboradores utilizaron líneas celulares para investigar el curso de la enfermedad. Al comienzo, el virus del ébola primero ataca los macrófagos, es decir, las células blancas que fagocitan y eliminan los patógenos, quienes a su vez liberan citoquinas inflamatorias que atraen más células inmunes al lugar de la infección, para matar el tejido infectado. Si esta secreción de citoquinas no se controla puede llevar a una respuesta inflamatoria intensa, conocida como tormenta de citoquinas, que puede matar el tejido sano, como en el caso de la infección por ebolavirus. Rasmussen y su equipo hallaron que, inhibiendo esta respuesta inflamatoria de los macrófagos infectados con el virus, se puede prevenir la tormenta de citoquinas.

### COVID-19
Las investigaciones de Rasmussen sobre la heterogeneidad en los contagios de ébola se tradujo en el desarrollo de hipótesis sobre por qué algunos casos de COVID-19 son más graves que otros. Las explicaciones posibles incluyen las deficiencias en el sistema inmunológico de la gente mayor y las enfermedades o condiciones preexistentes. Ellas permiten que se produzca una tormenta de citoquinas con facilidad, lo que causa inflamación en los pulmones y luego se extiende por todo el cuerpo. Otro razonamiento probable abarca los factores de riesgo ambientales.
Rasmussen también se dedicó a la comunicación acerca del nuevo coronavirus y el COVID-19; habló con los medios masivos sobre la interpretación de los resultados preliminares sobre cuánto dura la inmunidad al virus, cuán efectivas serían las potenciales drogas con las que se trataría la enfermedad y si el sexo biológico cumple o no un rol en la gravedad del cuadro. Debido al ritmo vertiginoso de la publicación de resultados preliminares, incluso borradores, ha pedido cautela en comunicar los descubrimientos de las investigaciones, sobre todo con las advertencias correspondientes, para asegurar que el público no esté desinformado. Durante una entrevista en junio de 2020 afirmó que para controlar la transmisión social de la enfermedad el uso de barbijo en público, el respeto por la distancia entre personas, la permanencia en el propio hogar y el mantenimiento de la higiene son buenas prácticas. También refirió que algunos lineamientos puestos en práctica en determinados países no fueron efectivas en términos económicos y políticos. En septiembre del mismo año se mostró crítica con ciertos sectores de la prensa por plantear «una visión algo reduccionista» de la pandemia. También afirmó que si bien se tienen más conocimientos sobre el virus que en marzo, todavía existen muchos puntos por aclarar y resolver, como la vacuna o un tratamiento infalible. Además, mencionó que la reapertura de las instituciones educativas podría ser peligrosa, ya que representaría el contagio del personal adulto y de los niños.

## Activismo social
Rasmussen es una defensora de las mujeres en la ciencia; afirmó que las mujeres, las personas afroamericanas e indígenas permanecieron invisibles en la historia de la ciencia. Citó también el caso de June Almeida, la descubridora de los coronavirus, que ha recibido un reconocimiento tardío. Por otra parte, ha denunciado una cultura del acoso sexual en los campos académicos; para ello citó su propia experiencia personal como investigadora en el laboratorio de Michael Katze, quien fue despedido por este delito en agosto de 2017.  Ha trabajado en un grupo de los Institutos Nacionales de Salud llamado «Cambiar la cultura para terminar con el acoso sexual» en la investigación biomédica. Anteriormente había sido una de las líderes de la organización MeTooSTEM, pero se retiró en febrero de 2020 por dudas sobre la organización y acusaciones de acoso dirigidas hacia Beth Ann McLaughlin, la fundadora del grupo.

## Publicaciones principales
- «Transcriptional Correlates of Tolerance and Lethality in Mice Predict Ebola Virus Disease Patient Outcomes». Cell Reports 30(6): 1702-1713. 11 de febrero de 2020. DOI: 10.1016/j.celrep.2020.01.026
- «Host genetic diversity enables Ebola hemorrhagic fever pathogenesis and resistance». Science 346(6212): 987-91. 21 de noviembre de 2014. DOI: 10.1126/science.1259595